# 박암 (배우)
박암(朴巖, 본명은 박영철(朴泳哲), 1924년 2월 29일 ~ 1989년 3월 22일)은 대한민국의 군인 출신이자 영화배우(연기자) 분야에서 은퇴한 前 정치가이며 前 대학 교수이고 예비역 대한민국 육군 대위이다. 호(號)는 산초(山椒, 山樵)이다.

## 생애
서울에서 태어났으며, 1950년 2월에 서울대학교 치의과대학을 학사 학위하였다. 1942년 경성치과전문학교 입학을 하였고, 1943년 2월에서 1945년 2월까지 2년간 휴학 끝에 1945년 2월 경성치과전문학교 예과 2년에 복학하였다. 이후 이듬해인 1946년 경성치전(경성치과전문학교)이 서울대학교 치의과대학으로 개편되면서 서울대학교 치의과대학 본과에 편입하였다. 바로 그 해 서울대학교 치과대학 본과 1년 재학 시절인 1946년 교내 연극반 반원으로 연극에 입문하였다.
이후 서울대학교 치과대학 본과 3년 시절이던 1948년 11월에 육군 군의무관 중위 임관하였고, 1950년 2월 서울대학교 치의과대학 학사 학위하고, 한 달 지난 1950년 3월에 육군 군의무관 대위 진급하였다. 이후 1950년 6월 25일에서 1951년 11월에 전역을 할 때까지 한국 전쟁에 육군 군의무관으로 참전했다. 1951년 11월에 육군 군의무관 대위 예편하였다.
1951년 12월에서 1952년 6월까지 한때 모교인 서울대학교 치과대학에서 6개월간 조교 생활을 한 후 극단 《신협》에 입단하였다. 연극 활동을 하다 그 이듬해인 영화 데뷔로 《자유부인》, 《양산도》,《지금은 양지》 등의 작품에 출연했다. 당시 배우로서는 높은 학력 덕분에 법조인, 의사, 기자, 형사 등 지적인 역할을 많이 맡았다. 김기영 감독과는 오랫동안 작품 활동을 함께 해왔으며, 김기영 감독이 연출한 대부분의 작품에서 조연 혹은 단역으로라도 얼굴을 비춘 것으로 유명하다. 1988년 《지금은 양지》라는 영화 작품을 끝으로 영화배우 은퇴 선언 후 불과 5개월여가 지난 1989년 3월 22일에 사망하였다.

## 주요 출연작

### 연극
- 1959년 《협객 홍길동》 ... 조선 성종 이혈 역(조연)
- 1971년 《협객 일지매》 ... 흥선대원군 이하응 역(조연)
- 1973년 《세종대왕》 ... 조선 세종대왕 이도 역(주인공)

### 영화
- 1988년 《지금은 양지》- 나 회장 역
- 1988년 《뉴머신 우뢰매 5》- 사령관 역
- 1988년 《사방지》- 김 대감 역
- 1987년 《블루하트》(특별출연)
- 1987년 《우뢰매 4탄 썬더V 출동》- 사령관 역 (특별출연)
- 1987년 《비창》 - 장인 역 (특별출연)
- 1987년 《얄숙이들의 개성시대》
- 1987년 《덫》
- 1987년 《웅담부인》- 남파 역
- 1987년 《달빛 사냥꾼》- 정호 부 역
- 1987년 《공중에 뜬 나의맨발》- 윤치상 역
- 1986년 《황진이》
- 1986년 《금달래》
- 1986년 《젊은 밤 후회없다》
- 1986년 《이장호의 외인구단》
- 1986년 《말괄량이 대행진》
- 1985년 《화랭이》
- 1985년 《대학별곡》
- 1985년 《초야에 타는 강》
- 1984년 《병사는 돌아왔는가》
- 1984년 《바보사냥》
- 1984년 《남과 북》
- 1984년 《소명》- 이부만 역
- 1984년 《사랑하는 사람아 3》
- 1984년 《불타는 신록》
- 1984년 《짧은 포옹 긴 이별》
- 1983년 《정념의 갈매기》
- 1983년 《약속한 여자》
- 1983년 《일송정 푸른 솔은》 - 북로군정서총재 역
- 1983년 《풀잎처럼 눕다》
- 1983년 《바람 바람 바람》
- 1983년 《원한의 공동묘지》
- 1982년 《탄야》
- 1982년 《진아의 벌레먹은 장미》- 민 사장 역
- 1982년 《관 속의 드라큐라》
- 1982년 《날마다 허물벗는 꽃뱀》
- 1982년 《죽으면 살리라》
- 1982년 《삼국여한》
- 1982년 《종로 부르스》
- 1982년 《사후세계》
- 1982년 《반금련》
- 1981년 《종점》
- 1981년 《종군수첩》
- 1981년 《흡혈귀 야녀》
- 1981년 《사랑하는 사람아》
- 1981년 《F학점의 천재들》- 김치국 부친 역
- 1981년 《초대받은 사람들》
- 1981년 《만다라》
- 1981년 《사람의 아들》
- 1980년 《괴시》
- 1980년 《강변부인》
- 1980년 《땅울림》
- 1980년 《머저리들의 긴 겨울》
- 1980년 《매일 죽는 남자》
- 1980년 《그때 그사람》
- 1980년 《망령의 곡》
- 1980년 《깃발없는 기수》
- 1979년 《수녀》
- 1979년 《느미》
- 1979년 《사랑의 조건》
- 1979년 《마지막 날의 언약》
- 1979년 《우리는 밤차를 탔읍니다》
- 1979년 《호국 팔만대장경》
- 1978년 《세종대왕》
- 1978년 《길》
- 1978년 《특명 8호》
- 1978년 《당신만을 사랑해》
- 1978년 《지붕 위의 남자》
- 1978년 《별들의 고향》
- 1978년 《살인나비를 쫓는 여자》
- 1978년 《망명의 늪》
- 1978년 《흙》
- 1978년 《무상》
- 1978년 《관세음보살》
- 1978년 《독수리 날개를 펴라》
- 1977년 《난중일기》
- 1977년 《내가 버린 여자》
- 1977년 《이어도》- 제주일보 편집국장 역
- 1977년 《캐논청진공작》
- 1976년 《혈육애》
- 1976년 《원산공작》
- 1976년 《청춘을 이야기 합시다》
- 1976년 《낙동강은 흐르는가》(특별출연)
- 1976년 《유정》
- 1976년 《오계》
- 1976년 《용서받은 여인》
- 1975년 《바보들의 행진》(특별출연)
- 1975년 《마지막 포옹》
- 1975년 《육체의 약속》
- 1975년 《정형미인》
- 1975년 《10대의 영광》
- 1975년 《탈출》
- 1974년 《악마의 제자들》
- 1974년 《마음은 짚시》
- 1974년 《나는 살아야 한다》
- 1974년 《유관순》
- 1974년 《서로 좋아해》
- 1974년 《한강》
- 1974년 《올챙이 구애작전》
- 1974년 《안개속의 초혼》
- 1974년 《그건 너》
- 1974년 《들국화는 피었는데》
- 1974년 《잊을수는 없겠지》
- 1974년 《명동에서 첫사랑을》
- 1974년 《국회 푸락치》
- 1973년 《증언》
- 1973년 《서울의 연인》
- 1973년 《천사의 메아리》
- 1973년 《축배》
- 1973년 《광복 20년과 백범 김구》
- 1973년 《종야》
- 1973년 《처녀 사공》
- 1973년 《별난 청춘》
- 1973년 《마음은 푸른 하늘》
- 1973년 《섬개구리 만세》
- 1972년 《대지옥》
- 1972년 《작은 꿈이 꽃필 때》
- 1972년 《갯벌속의 여자》
- 1972년 《충녀》
- 1972년 《남과 여》
- 1972년 《청춘교사》
- 1972년 《서산대사》
- 1972년 《모정에 우는 두아들》
- 1972년 《이별의 길》
- 1972년 《낭산의 결투》
- 1972년 《의사 안중근》
- 1972년 《아빠라 부르는 연인》
- 1972년 《별이 빛나는 밤에》
- 1971년 《어느 여대생 사형수》
- 1971년 《명동삼국지》
- 1971년 《토요일오후》
- 1971년 《비에 젖은 두 남매》
- 1971년 《평양폭격대》
- 1971년 《인간사표를 써라》
- 1971년 《옥합을 깨뜨릴 때》
- 1971년 《홍콩에서 온 철인 박》
- 1971년 《의형》
- 1971년 《황금독수리》
- 1971년 《만나봐도 지금은》
- 1971년 《경복궁의 여인들》
- 1970년 《동경사자와 명랑호랑이》
- 1970년 《명동 노신사》
- 1970년 《위험한 관계》
- 1970년 《분노》
- 1970년 《처와 처》
- 1970년 《어느 소녀의 고백》
- 1970년 《밤》
- 1970년 《소라부인》
- 1970년 《야광주》
- 1970년 《남포동 출신》
- 1970년 《나이프 장》
- 1970년 《뒷골목 오렌지》
- 1970년 《벌거벗은 태양》
- 1970년 《버림받은 여자》
- 1970년 《울기는 왜 울어》
- 1970년 《일요일 밤과 월요일 아침》
- 1970년 《할아버지는 멋쟁이》
- 1970년 《태양은 늙지 않는다》
- 1970년 《태조 왕건》
- 1970년 《팔도검객》
- 1970년 《천사의 눈물》
- 1970년 《명동 사나이와 남포동 사나이》
- 1970년 《돌아온 사형수》
- 1970년 《너와 내가 아픔을 같이 했을 때》
- 1970년 《항구무정》
- 1970년 《욕망의 사나이》
- 1970년 《한양건달》
- 1969년 《가슴에 맺힌 눈물》
- 1969년 《결사대작전》
- 1969년 《허무한 마음》
- 1969년 《내실》
- 1969년 《떠나도 마음만은》
- 1969년 《아무리 사랑해도》
- 1969년 《명동 나그네》
- 1969년 《고원》
- 1969년 《어느 지붕밑에서》
- 1969년 《동경의 왼손잡이》
- 1969년 《암살자》
- 1969년 《물망초》
- 1969년 《만고강산》
- 1969년 《이대로 떠나게 해 주세요》
- 1969년 《눈물을 감추고》
- 1969년 《내일은 죽을지라도》
- 1969년 《겨울부인》
- 1969년 《검은 야회복》
- 1969년 《남편》
- 1969년 《한발은 지옥에》
- 1969년 《암행어사와 흑두건》
- 1969년 《한번 준 마음인데》
- 1969년 《서울야화》
- 1969년 《첫날밤 갑자기》
- 1969년 《창》
- 1969년 《장미의 성》
- 1969년 《이 강산 낙화유수》
- 1969년 《여상상위시대》
- 1969년 《안개낀 상해》
- 1969년 《아편꽃》
- 1969년 《속 미워도 다시 한 번》
- 1969년 《사랑이라는 것은》
- 1969년 《한목숨 다바쳐》
- 1969년 《푸른 사과》
- 1969년 《추격자》
- 1969년 《초심》
- 1969년 《사화산》
- 1969년 《5인의 사형수》
- 1969년 《어느 하늘아래서》
- 1969년 《아무리 미워도》
- 1969년 《이조 여인잔혹사》
- 1969년 《못잊어》
- 1969년 《렌의 애가》
- 1968년 《탈출 17시》
- 1968년 《형사수첩》
- 1968년 《팔도기생》
- 1968년 《죽어도 한은 없다》
- 1968년 《젊은 느티나무》
- 1968년 《랑랑》
- 1968년 《몽녀》
- 1968년 《정든 님》
- 1968년 《독수공방》
- 1968년 《미워도 다시한번》
- 1968년 《지금 그 사람은》
- 1968년 《암굴왕》
- 1968년 《황혼의 부르스》
- 1968년 《정염》
- 1968년 《정부 마농》
- 1968년 《옥비녀》
- 1968년 《여로》
- 1968년 《슬픔은 파도를 넘어》
- 1968년 《성난 대지》
- 1968년 《백야》
- 1968년 《구름》
- 1968년 《풍운》
- 1968년 《악몽》- 박인산 역
- 1968년 《재혼》
- 1968년 《대원군》
- 1968년 《파문》
- 1968년 《똘똘이의 모험》
- 1968년 《칼맑스의 제자들》
- 1968년 《5월생》
- 1968년 《회심》
- 1967년 《성난 송아지》
- 1967년 《우주괴인 당나귀》
- 1967년 《서울 아줌마》
- 1967년 《풍운삼국지》
- 1967년 《폭로》
- 1967년 《칠부열녀》
- 1967년 《섬마을 선생》
- 1967년 《서울은 만원이다》
- 1967년 《상처뿐인 청춘》
- 1967년 《애상》
- 1967년 《명월관 아씨》
- 1967년 《맨주먹 청춘》
- 1967년 《내한을 풀어다오》
- 1967년 《일지매 삼검객》
- 1967년 《인조반정》
- 1967년 《명동왈가닥》
- 1967년 《밀월》
- 1967년 《젯트부인》
- 1967년 《너와 나》
- 1967년 《황혼의 검객》
- 1966년 《한많은 대동강》
- 1966년 《죽은 자와 산 자》
- 1966년 《이별의 강》
- 1966년 《황금의 눈》
- 1966년 《집 없는 천사》
- 1966년 《말띠신부》
- 1966년 《나운규 일생》
- 1966년 《나는 왕이다》
- 1966년 《밤하늘의 부르스》
- 1966년 《불개미》
- 1966년 《병사는 죽어서 말한다》
- 1966년 《8240 K.L.O》
- 1966년 《나는 매국노》
- 1966년 《전쟁과 여교사》
- 1966년 《불타는 청춘》
- 1966년 《법창을 울린 옥이》
- 1966년 《무적자》
- 1966년 《스파이 제5전선》
- 1966년 《평양기생》
- 1966년 《방아타령》
- 1966년 《소문난 여자》
- 1965년 《홍도야 울지 마라》
- 1965년 《삭발의 모정》
- 1965년 《사르빈강에 노을이 지다》
- 1965년 《빗속에 지다》
- 1965년 《막내딸》
- 1965년 《눈물의 자장가》
- 1965년 《누구를 위한 반항이냐》
- 1965년 《과거를 가진 여자》
- 1965년 《계약결혼》
- 1965년 《가시나이》
- 1965년 《정동대감》
- 1965년 《인천상륙작전》
- 1965년 《울면서 한세상》
- 1965년 《용사는 살아 있다》
- 1965년 《여자만이 울어야 하나》
- 1965년 《아름다운 눈동자》
- 1965년 《성난 얼굴로 돌아보라》
- 1965년 《성난 영웅들》
- 1965년 《선과 악》
- 1965년 《순교자》
- 1965년 《노을진 들녘》
- 1965년 《하늘보고 땅을 보고》
- 1965년 《피어린 구월산》
- 1965년 《태조 이성계》
- 1965년 《특전대》
- 1965년 《청계천》
- 1965년 《춘몽》- 치과의사 역
- 1965년 《언제나 그날이면》
- 1965년 《사랑아 울리지 마라》
- 1965년 《불나비》
- 1964년 《빨간 마후라》
- 1964년 《평양감사》
- 1964년 《홀어머니》
- 1964년 《학생부부》
- 1964년 《새벽의 비상선》
- 1964년 《사자성》
- 1964년 《빗나간 청춘》
- 1964년 《보고싶은 얼굴》
- 1964년 《벽오동 심은 뜻은》
- 1964년 《백설공주》
- 1964년 《목요일에 만납시다》
- 1964년 《목마른 나무들》
- 1964년 《대륙의 밀사》
- 1964년 《아내는 고백한다》
- 1964년 《십자매 선생》
- 1964년 《아스팔트》
- 1964년 《잉여인간》
- 1964년 《위험한 육체》
- 1964년 《우리 엄마 최고》
- 1964년 《양자강》
- 1964년 《아랑의 징조》
- 1964년 《슬픈 미소》
- 1964년 《내 마음은 호수》
- 1964년 《시동생》
- 1964년 《체포령》
- 1964년 《풋내기 애인》
- 1964년 《식모》
- 1964년 《밤이 그리워》
- 1964년 《석가모니》
- 1963년 《마패와 검》
- 1963년 《건너지 못하는 강》
- 1963년 《거지왕자》
- 1963년 《청춘교실》
- 1963년 《지미는 슬프지 않다》
- 1963년 《성난 코스모스》
- 1963년 《복면대군》
- 1963년 《검은 불연속선》
- 1963년 《사랑과 눈물의 만리성》
- 1963년 《만날 때와 헤어질 때》
- 1963년 《5인의 독수리》
- 1963년 《단종애사》
- 1963년 《고려장》
- 1963년 《죽도록 사랑해서》
- 1963년 《작은 댁》
- 1963년 《눈물젖은 두만강》
- 1963년 《돈바람 님바람》
- 1963년 《겨울 나그네》
- 1963년 《로맨스 가족》
- 1963년 《현해탄의 구름다리》
- 1962년 《왕자 호동》
- 1962년 《원효대사》
- 1962년 《무정》
- 1962년 《새댁》
- 1962년 《신입사원 미스터 리》
- 1962년 《붉은 장미의 추억》
- 1962년 《어딘지 가고 싶어》
- 1962년 《검은 장갑의 여인》
- 1962년 《사랑의 동명왕》
- 1962년 《여심》
- 1962년 《여판사》
- 1962년 《감나무골 공서방》
- 1962년 《육체는 슬프다》
- 1962년 《정》
- 1962년 《동경서 온 사나이》
- 1962년 《인목대비》
- 1962년 《견습부부》
- 1962년 《월급쟁이》
- 1962년 《원한의 일월도》
- 1962년 《노란 샤쓰 입은 사나이》
- 1962년 《29세의 어머니》
- 1961년 《한국의 비극》
- 1961년 《번지없는 주막》
- 1961년 《별의 고향》
- 1961년 《성춘향》
- 1961년 《백주의 암흑》
- 1961년 《8·15 전야》
- 1961년 《현해탄은 알고 있다》- 헌병대 역
- 1960년 《진주탑》
- 1960년 《그대 목소리》
- 1960년 《흙》
- 1960년 《신부여 돌아오라》
- 1960년 《딸》
- 1960년 《표류도》
- 1960년 《제멋대로》
- 1960년 《물망초》
- 1960년 《두 여인》
- 1960년 《무지개》
- 1960년 《내 마음의 노래》
- 1959년 《아내만이 울어야 하나》
- 1959년 《남성 대 여성》
- 1959년 《자나 깨나》
- 1959년 《독립협회와 청년 이승만》
- 1959년 《황혼의 애상》
- 1959년 《낭만열차》
- 1959년 《비정》
- 1959년 《아름다운 여인》
- 1959년 《유정천리》
- 1959년 《태양의 거리》
- 1958년 《인생차압》
- 1958년 《자유결혼》
- 1958년 《유혹의 강》
- 1958년 《화심》
- 1958년 《초설》
- 1958년 《종말없는 비극》
- 1958년 《어느 여대생의 고백》
- 1958년 《실락원의 별》
- 1957년 《여성전선》
- 1957년 《잊을 수 없는 사람들》
- 1957년 《잃어버린 청춘》
- 1957년 《속 자유부인》
- 1957년 《황혼열차》
- 1956년 《자유부인》- 장 교수 역
- 1956년 《봉선화》
- 1956년 《유전의 애수》
- 1956년 《왕자호동과 낙랑공주》
- 1955년 《양산도》- 무령 역
- 1952년 《태양의 거리》

## 수상
- 제12회 대종상 영화제 (1974년)
- 제19회 대종상 영화제 (1980년)